# Tomb Raider: El ángel de la oscuridad
Tomb Raider: El Ángel de la Oscuridad (en inglés Lara Croft Tomb Raider: The Angel of Darkness) es un videojuego de acción-aventura de disparos en tercera persona y sigilo desarrollado por Core Design y distribuido por Eidos Interactive para PlayStation 2 y Microsoft Windows. Un port para Mac OS X fue desarrollado por Beenox y publicado por Aspyr el mismo año. Es la sexta entrega de la serie Tomb Raider, actuando como una secuela directa de Tomb Raider: The Last Revelation y Tomb Raider: Chronicles. La historia sigue a Lara Croft mientras intenta liberarse de ser la sospechosa del asesinato de su antiguo mentor Werner Von Croy mientras investiga las actividades de un culto de magia negra. La jugabilidad sigue la tradición de la serie, con Lara navegando por entornos de plataformas mientras incorpora elementos de sigilo y crecimiento del personaje.
El desarrollo del juego comenzó tres años antes de su lanzamiento. La intención era crear un juego diferente de las entradas anteriores de la franquicia, uno que pudiera competir mejor con los juegos de acción más nuevos y explotar al máximo el potencial de la sexta generación de plataformas de juego. También se planeó que fuera el primero de una trilogía de juegos de Tomb Raider lanzados para la nueva generación. Sin embargo, el desarrollo estuvo plagado de dificultades, lo que llevó a que el juego se retrasara dos veces y numerosas secciones planificadas del juego se redujeron para cumplir con los plazos.
A pesar de vender 2,5 millones de copias en todo el mundo, Tomb Raider: The Angel of Darkness recibió críticas generalmente negativas de los críticos; si bien algunos elogios fueron para su narrativa, el juego fue criticado por sus controles y cámara deficientes y numerosos fallos técnicos, todo ello debido al prematuro lanzamiento que sufrió el juego, con el objetivo de promocionar la película Lara Croft Tomb Raider: La cuna de la vida que se estrenaría ese mismo año. A raíz del lanzamiento del juego, la trilogía de videojuegos planeada fue desechada, y el desarrollo de la franquicia se transfirió a Crystal Dynamics para la próxima entrada de la serie, Tomb Raider: Legend (2006). Se incluirá una versión remasterizada del juego en Tomb Raider IV-VI Remastered, que se lanzará en 2025.

## Historia
La historia del videojuego Lara Croft Tomb Raider: El Ángel de la Oscuridad transcurre después de los eventos ocurridos en el videojuego Tomb Raider: Chronicles.
Las cinco pinturas oscuras y una serie de grotescos asesinatos, hacen entrar en conflicto a Lara con un siniestro alquimista del pasado y una secreta alianza de individuos poderosos envueltos en misterio. Tras su cercana muerte en Egipto, Lara se ha vuelto más fría y calculadora, con un alma más oscura y llena de desconfianza que la atormenta hasta hoy. Tras permanecer unos años apartada del mundo exterior, Lara recibe una llamada de Von Croy pidiéndole que viaje a París para encontrarse en su apartamento. Al llegar, Von Croy le pide ayuda y le cuenta que él ha sido contratado por una misteriosa organización liderada por Peter Van Eckhardt para encontrar el grabado de una Pintura Obscura, pero el hombre que lo ha contratado está loco y quiere matarlo. Lara a regañadientes decide ayudarlo pero su rencor es tal que discute con él y le recuerda a Von Croy lo que sucedió en Egipto. El centro de estos misterios son cinco pedazos de arte del siglo XIV y que el contratista está desesperado por volver a poseer. Von Croy le entrega un papel de una compañera de nombre Cavier que guarda su diario con toda la información de la ubicación de los cuadros. De repente algo entre las sombras golpea a Lara, dejándola inconsciente. Al despertar, Lara descubre que Von Croy yace muerto junto a ella, en un enorme charco de sangre.
Acusada por el asesinato de su mentor Werner Von Croy, Lara se convierte en fugitiva. Forzada a huir de la policía y correr a través de la comunidad parisina en una noche lluviosa, se encuentra con Margot Cavier y, aunque duda al principio, le da el diario de Von Croy que contiene información sobre el trabajo de este y su búsqueda de las Pinturas Obscuras.
Lara se entera de que Von Croy localizó la cuarta pintura bajo el Museo del Louvre y contactó a un líder de la mafia local llamado Louis Bouchard para que pudiera conseguirle armamento. Después de hablar con Janice, una prostituta de la misma ciudad, se entera de que Cavier ha sido asesinada por el Monstrum, un asesino en serie local. Después de rondar por las calles de París y buscar por un club nocturno llamado Le Serpent Rouge, Lara se encuentra con Bouchard y le permite llevarse el armamento y el equipo necesario, aunque tendrá que buscarlo ella misma mediante hacer un favor de llevar unos pasaportes checos a uno de sus agentes, Daniel Renne, quien es dueño de una tienda de préstamos y experto falsificador. Pero cuando Lara entra a la tienda se encuentra con un hombre quien más tarde recuerda ser el atacante de Von Croy. También encuentra a Renne muerto en el piso, asesinado por el Monstrum, y un misterioso símbolo dibujado con sangre en la pared. Una vez que recoge las armas y el equipo táctico, se activa una trampa de bombas con temporizador. Mientras Lara escapa de la devastadora explosión de la tienda de empeños, es observada por un hombre misterioso.
Después de recuperarse, Lara se infiltra en el Museo del Louvre por las vías de drenaje de París. Mientras esta ahí, encuentra la oficina de Margot Cavier y se entera de que ella también trabajaba para Eckhardt. Después de visitar la excavación arqueológica, encuentra la manera de entrar a la Cámara de las Estaciones, una extraña fortaleza defendida por Caballeros no-muertos. Ahí, localiza la cuarta Pintura Obscura vigilada por un extraño fantasma rojo (conocido como el Hermano Obscura, según las investigaciones de Cavier). Después, escapa de las bóvedas que empiezan a inundarse. De regreso al Museo del Louvre, elimina a un grupo de mercenarios liderado por Marten Gunderson, bajo órdenes de Eckhardt, que se encontraban en pleno asedio del museo, pero Lara es emboscada por el hombre misterioso que la observaba en París, quien le roba la Cuarta Pintura. Lara lo persigue a la vez evade los ataques de los mercenarios y logra alcanzarlo, yaciendo en el suelo inconsciente. Cuando intenta recuperar la Pintura es golpeada por un individuo misterioso (que más tarde se deducirá que es Karel, debido a que cambiará de forma una vez la golpea), dejándola también inconsciente. Cuando despierta, recoge una misteriosa daga con una cuchilla de cristal negro y es descubierta por Bouchard, quien le informa que ocurrió otro asesinato en Praga y la víctima es un comerciante de arte llamado Mathias Vasiley. De regreso al apartamento de Von Croy, Lara encuentra indicios de la organización que Eckhard representa, llamada La Cábala. También recuerda claramente el ataque que sufrieron ella y Von Croy por parte de Eckhardt. Después de merodear por la habitación y encontrar el arma de Von Croy, es atacada por un soldado llamado "el Limpiador", enviado por Bouchard. Lara lo elimina fácilmente y encuentra una tarjeta con la dirección de Vasiley. Bouchard llama por teléfono móvil al hombre que mandó a asesinar a Lara con la intención de asegurarse de que esté muerta, pero solo para escuchar la voz de Lara diciéndole que el hombre que mandó está muerto, y que también irá a por su cabeza. Esto pone muy nervioso a Bouchard, quien se aleja de ahí lo más rápido posible.
Llegando a Praga en el vehículo del asesino, Lara hace contacto con un periodista de nombre Thomas Luddick, quien le dice que la mafia está controlando todo en Praga y que los miembros principales viven en el complejo de Strahov. Lara reconoce a Bouchard y a Eckhardt en las fotografías de Luddick que tiene en su poder. Después de hacer un trato de dinero a cambio de información, se dirige al apartamento de Vasiley y encuentra a Bouchard, a quien golpea y lo deja esposado a un radiador. Él le cuenta todo sobre la Cábala, quien ha usado a la mafia como frente para encontrar las pinturas y su plan para despertar al Durmiente, el último de los híbridos descendientes de Ángeles y mortales para dominar el planeta, conocidos como los Nefilim. Bouchard también le revela que Eckhardt es el Monstrum. Lara encuentra el último Grabado Obscuro en el apartamento (Vasiley guardó uno y dio los otros cuatro a la Cábala, puesto que quería más dinero). Cuando la Cábala intercepta los faxes que Vasiley le mandó a Von Croy, deciden eliminar a los dos por traición. Cuando Lara regresa a encontrarse con Bouchard, este ya había sido asesinado por el Mounstrum (Eckhardt) por haberle revelado demasiada información a Lara.
Infiltrándose en el Strahov con la ayuda de Luddick, Lara encuentra cosas extrañas y bizarras en el lugar, como experimentos con plantas, animales y humanos usando células de los Nefilim. También observa a Eckhardt asesinando a Luddick usando un místico guante que porta, el que le da poder cuando actúa como el Monstrum. Para poder adentrarse más en el complejo, deberá desconectar la corriente eléctrica, liberando involuntariamente a una serie de criaturas mutantes por todo el complejo, incluyendo al Proto-Nefilim, una bestia creada por la científica de la Cábala, Kristina Boaz. Después Lara observa a lo lejos donde Boaz, al confesar que no podía destruir a la criatura cuando se lo ordenaron y que tenía demasiado miedo de que ello pudiera enfadar a Eckhardt, es eliminada por este y es usada como alimento para una monstruosa vaina-araña-mutante que fue creada por otro agente de Eckhardt, Grant Muller, un obeso científico colaborador de la misma Boaz. Tiempo después, Lara es encerrada en un contenedor por Kurtis Trent, el hombre misterioso con el que se encontró en París, para que él pueda encender la energía de nuevo sin que Lara interfiera (es en este momento en que se toma el control de Kurtis en el juego). Kurtis accede por el Sanatorio, un lugar lleno de inmigrantes capturados, desfigurados y locos, que sirven como alimento para el Proto-Nefilim, al cual Kurtis finalmente logra darle muerte.
Al regresar con Lara, los dos deciden ayudarse mutuamente debido a problemas personales. Kurtis le dice que él es el último miembro sobreviviente de los Lux Veritati (del latín que significa Luz de la Verdad), una organización secreta de monjes que se oponen a los planes de la Cábala. Le cuenta a Lara que la daga que recogió es un Fragmento del Orbe, una de las tres armas mágicas que, usadas en conjunto, podrán matar a Eckhardt. Kutis también revela que Eckhardt es el Alquimista Obscuro, quien se ha vuelto inmortal e invulnerable a cualquier daño, y que las Pinturas contienen piezas de un mágico talismán, el Sanglyph, el cual puede ayudar a resucitar a los Nefilim. Lara y Kurtis se separan, ella se dirige a la fortaleza de los Lux Veritatis que se encuentra abajo del Strahov, conocido como la Cámara de los Trofeos, y Kurtis buscará el tercer Fragmento del Orbe que Eckhardt le robó a su padre. Lara obtiene la Pintura dentro de la Cámara, pero cuando regresa encuentra a Eckhardt con Kurtis como rehén, quien dice que lo liberará si ella le da la quinta Pintura. Lara acepta y libera a Kurtis y al mismo tiempo a Boaz, quien ahora es una mutante en forma de escorpión. Eckhardt también asesina a Muller, a quien ya no necesita, y lo da de alimento a Boaz. Kurtis ayuda a Lara a escapar dándole los dos Fragmentos del Orbe, para luego quedarse a pelear con Boaz. Después de pelear con la mutante en su forma arácnida y en su forma voladora, Kurtis es herido gravemente por ella, pero usa su arma en forma de disco y cuchillas y finalmente la decapita antes de sucumbir al suelo.
Lara se adentra en el Strahov a través de cuevas y pasadizos, encontrando el tercer Fragmento del Orbe en el laboratorio de Eckhardt, para luego encontrar la base central donde yace el Durmiente. Eckhardt finalmente consigue el Sanglyph de las cinco pinturas y se prepara para despertar al Durmiente. Después de pelear contra los poderes mágicos de Eckhardt, logra apuñalarlo con dos de las tres dagas y justo cuando va a darle el golpe final con la última, Lara es detenida por Joachim Karel, la mano derecha de Eckhardt y cabeza pensante de la Cábala. Eckhardt le ordena a este que mate a Lara pero, en cambio, traiciona a Eckhardt, quitándole la daga y enseguida la ensarta en su cabeza, matándolo definitivamente. Karel le revela a Lara que Eckhardt en realidad trabajaba para él, y que él mismo es el último descendiente de los Nefilim. Le ofrece la oportunidad de unírsele y le hace ver a Lara que él le ayudó en París y en su camino, tomando las formas de las personas que se encontró y que este mató suplantando e imitando al Monstrum, o bien de las víctimas que murieron indirectamente por él. En el proceso de invitación, le ofrece la mano, que está marcada con un símbolo de los Nefilim (el mismo que se vio en los asesinatos del Monstrum). Es entonces cuando se muestra una retrospectiva donde Lara observa el asesinato de Von Croy y recuerda la forma de Eckhardt convirtiéndose luego en la forma de Karel, después de haber pintado el símbolo de los Nefilim en la pared con la sangre de la víctima. Lara se niega a aceptar la oferta y Karel decide matarla, pero ella consigue el Sanglyph y lo usa contra el Durmiente, produciendo un intercambio de una enorme cantidad de energía entre el Sanglyph y el Durmiente que se acaba volviendo incontrolable, y se forma un destello que empieza a absorber todos los objetos de la sala como si se tratase de un agujero negro. Finalmente, Lara corre fuera de la habitación mientras Karel es atravesado por un resplandor de energía y todo el lugar explota, destruyendo todo el laboratorio de Eckhardt y al Durmiente. Cojeando hasta el lugar donde estaba Boaz, Lara encuentra el arma de Kurtis y donde debería estar su cadáver sólo se ve una gran charco de sangre. Cuando recoge el arma, el disco se activa y se mueve en dirección a la gran puerta por donde salió Boaz.
Sonriendo, Lara atraviesa la puerta, que se encuentra frente a ella, desapareciendo entre las sombras como un ángel de la oscuridad, terminando así el juego.
Murti Schofield, guionista del juego y creador del personaje de Kurtis, desveló en 2016 que tanto este como Karel sobrevivieron a los eventos de este videojuego.

## Niveles
- París:

1. Callejuelas de París/Parisian Back Streets
2. Edificio Abandonado/Derelict Apartament Block
3. Tejado de la Zona Industrial/Industrial Rooftops
4. Apartamento de Margot Carvier/Margot Carvier's Apartament
5. Gueto de París/Parisian Ghetto
6. Le Serpent Rouge/Le Serpent Rouge
7. Camposanto de San Aicard/ St. Aicard's Graveyard
8. Escondite de Bouchard/Bouchard's Hideout
9. Tienda de Empeño de Renne/Renne's Pawnshop
10. Alcantarillas del Louvre/Louvre Storm Drains
11. Galerías del Louvre/Louvre Galleries
12. Excavación Arqueológica/The Archeological Dig
13. Tumba de los Antepasados/Tomb of the Ancients
14. Cámara de la Estaciones/The Hall of Seasons
15. Cámara de Neptuno/Neptune's Hall
16. Ira de la Bestia/Wrath of the Beast
17. Santuario de la llama/Sanctuary of the Flame
18. Aliento de Hades/The Breath of Hades
19. Asedio a las Galerías/Gallery Under Siege
20. Apartamento de Von Croy/Von Croy Apartament

- Praga:

1. La Escena del Crimen del Monstrum/The Monstrum Crime Scene
2. La Fortaleza Strahov/The Strahov Fortress
3. Laboratorio Biológico/Bio-Reserch Facility
4. El Sanatorio (Kurtis)/The Sanatorium (Kurtis)
5. Área de Máxima Contención (Kurtis)/Maximum Containment Area (Kurtis)
6. Laboratorio Acuático/Aquatic Research Area
7. Cripta de los Trofeos/The Vault of Trophies
8. El Regreso de Boaz/Boaz Returns
9. El Dominio Perdido/The Lost Domain
10. Laboratorio de Eckhardt/Eckhardt's Lab

## Armamento

### Armas de Lara
- Vector R-35:Arma semiautomática. Es la pistola estándar y esta vez es una sola (Calibre 45, Cargador de 9 balas)
- M-V90: Es la primera pistola que aparecerá, con calibre de 9mm. Cargador de 12 balas
- Desert Ranger: Arma semiautomática de la Mágnum avanzada de 50mm. Cargador de 9 balas
- K2 Impactor: Arma que dispara 2 electrodos de 50.000 voltios.
- Dart-SS: Arma que dispara 4 dardos tranqulizantes. Deja a la gente inconsciente y le da a Lara tiempo para huir.
- V-Packer: Escopeta con récamara de 12 balas por cartucho. 6 balas de carga rápida. Munición estándar o explosiva.
- Rigg 09: Pistola de 9mm. Cartucho de 9 balas. Arma de poca efectividad y corto alcance
- Mag Vega: Ametralladora de 9mm y cargador de 30 balas. Muy efectiva.
- Viper SMG: Ametralladora de calibre 9x18. 70 balas cada cartucho y arma de larga distancia.
- Scorpion X: Pistola de 30 balas cartucho y cada bala de 9mm. Eficaz al matar gente

### Armas de Kurtis Trent
- Boran X: Arma prototipo creada por Kurtis Trent. Cartucho de 25 balas, largo alcance y disponible en los niveles: El Sanatorio, Área de Máxima Contención y El Regreso de Boaz.
- Chirugai: Arma de cuchillas hechas de fragmentos de meteorito y es controlable sólo en los videos y por poderes mentales de Kuj`llki

### Salud
- Botiquín Grande: Restaura toda la salud
- Botiquín Pequeño: A diferencia de los otros juegos, este recarga el 60% en lugar del 50%.
- Píldoras: Restauran el 20% de salud
- Vendas: Estas restauran el 40% de salud
- Barras de Chocolate: Sólo restauran el 10% de salud.

## Personajes

### Principales
- Lara Croft: Una mujer arqueóloga inglesa altamente inteligente y atlética de 32 años de edad que se aventura en tumbas antiguas y ruinas peligrosas en todo el mundo.[4]
- Kurtis Trent: Kurtis es un exintegrante de la Legión Extranjera y un experimentado luchador con ciertas habilidades ocultistas. Educado como aprendiz en una antigua orden llamada Lux Veritatis, Kurtis decidió continuar con el labor de su padre luego de que el Alquimista cazara y asesinara al último integrante de la orden. Como el único descendiente vivo, Kurtis ha comenzado una gesta de venganza contra aquellos que borraron a la orden del mapa y asesinaron a su padre. Se cruza en el camino de Lara cuando ella encuentra la pintura en el Louvre, comienzan como rivales, terminando luego en aliados. Desaparece misteriosamente tras desmayarse, herido de gravedad, cuando es empalado por la espalda por una Boaz mutante.
- Werner Von Croy: Afamado arqueólogo e instructor de Lara Croft. Tras ser contratado por Van Eckhardt y elegido por una misteriosa organización llamada La Cábala, Von Croy emprende la búsqueda del cuarto grabado obscuro, que son en realidad mapas codificados que muestran la localización de cada uno de los cuadros; las cinco obras obscuras, símbolos del poder oculto que conforman el Sanglyph, una especie de objeto alquímico. Fue asesinado por Eckhardt.
- Louis Bouchard: Zar de los bajos fondos parisienses y dueño de "Le Serpent Rouge", un night club en un sórdido barrio de París. Bouchard lleva a cabo operaciones ilícitas en toda la capital, con una reputación de ejercer la violencia, oportunista y despiadada, a gran escala.
- Pieter Van Eckhardt: Él es el cabecilla de una poderosa alianza de alquimistas llamada La Cábala, en el siglo XXI logró tomar el poder de la secta seduciéndolos con promesas de vida eterna y matando a aquellos otros que no quisieron seguirlo. En el siglo XIV, Eckhardt hizo un pacto con el último de los Nephilim, una raza antigua mencionada en los evangelios de Enoch. Él es quien asesinó a Werner von Croy.
- Joachim Karel: Cerebro de The Agenci, la guarida de élite de una siniestra organización llamada La Cábala. Él supervisa las inversiones y el reclutamiento de mercenarios en la organización, mientras que protege sus intereses por todo el mundo.
- Kristina Boaz: Desde que dejó Argentina, Boaz asumió el departamento de cirugía reparadora y correctiva del instituto psiquiátrico del Strahov, en Praga. Ella lleva las cicatrices desde que sobrevivió a un terrible accidente de avión en 1987.

### Secundarios
- Mademoiselle Margot Carvier: Es historiadora y académica en el Departamento de Estudios Medievales y del Renacimiento, y ha participado en recientes excavaciones arqueológicas bajo del Louvre. Es amiga y colega de Werner Von Croy; ella es igualmente asesinada por el Monstrum.
- Thomas Luddick: Un periodista desacreditado que ha estado siguiendo lo que él piensa que es la parte activa de la mafia en Praga, su mala suerte le hace cruzarse en el camino de la Cábala, que protege sus operaciones despiadadamente.
- Marten Gunderson: Veterano de guerra de innumerables conflictos a través del mundo, Gunderson dirige The Agency, un centro de reclutamiento para mercenarios, abastecedor de fuerzas especiales para todo el mundo, y de la seguridad básica a las invasiones planeadas.
- Daniel Rennes: Es parte activa de los bajos fondos de París y amigo íntimo de Louis Bouchard. Como maestro falsificador, impresor y archivero, Rennes está especializado en proporcionar documentación ilegal y moneda falsa, utilizando como tapadera una casa de empeños llamada "Pawn Shop". Conocido por ser enfermizamente paranoico acerca de teorías de conspiración. Es por ello que vive rodeado de trampas.
- Anton Gris: El boxeo ilegal es la perdición de este tipo. Fue amaestrador dentro de la organización de Bouchard, los dos fueron reclutados originalmente en Marsella en donde Bouchard le trajo a París cuando las operaciones se ampliaron en la capital.